# Gottlieb Klein

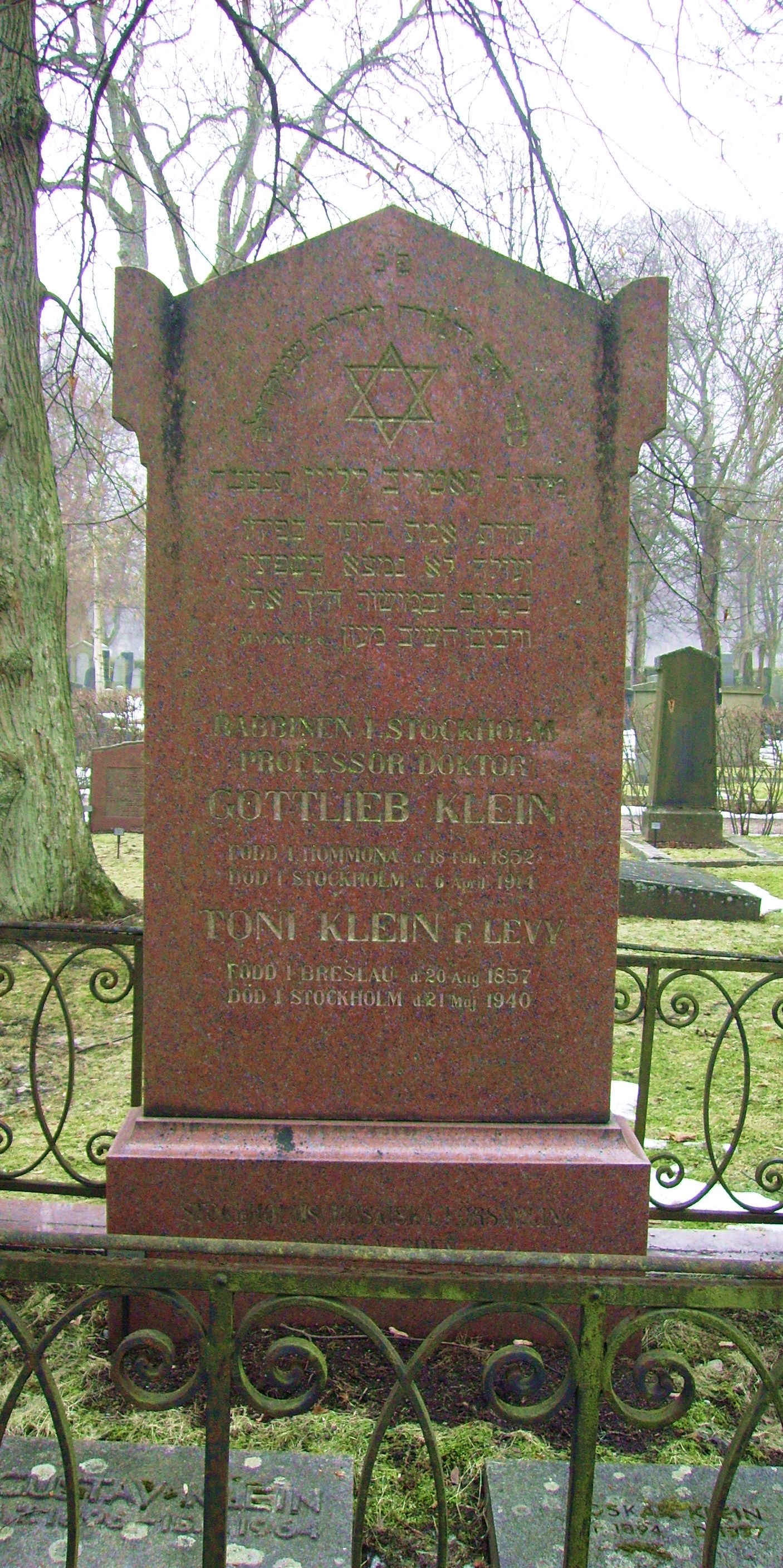
Gottlieb Kleins gravvård på Judiska norra begravningsplatsen i Solna kommun.

Gottlieb Klein, född 18 februari 1852 i Homonna i dåvarande Ungern (i nuvarande Slovakien), död 6 april 1914 i Stockholm, var en svensk rabbin och religionshistoriker med särskilt intresse för den tidiga kristendomen, far till fysikern Oskar Klein, läkaren Helena Klein och etnologen Ernst Klein, farfar till publicisten Ernst Klein, farfars far till journalisten och prästen Helle Klein.

## Biografi
Klein var företrädare för den liberala strömningen inom judendomen. För hans tro var det inte längre väsentligt att Gud slutit förbund med ett enda folk. Judendomens budskap var universellt, menade han. Därför borde judarna också sträva efter att bli fullvärdiga medborgare i de länder där de slagit sig ner. Deras egenart bestod i deras religiösa tro, inte i en etnisk gemenskap. På den grundvalen avvisade han sionismen.
Som 13-åring vandrade han till Eisenstadt i Österrike för att studera vid Israel Hildesheimers jeshiva. 1871 skrevs han in vid universitetet i Heidelberg, ett år senare vid Högskolan för judisk vetenskap i Berlin där Abraham Geiger var rektor. Geigers liberala program blev också Kleins. 1883 anställdes Klein som rabbin i judiska församlingen i Stockholm, dit han flyttade med sin hustru Toni (född Levy). I en predikan i Stockholms synagoga 1908, gav han sin syn på religionen och dess förhållande till vetenskapen:
| ” | Såsom tänkande människa kan du väl icke nöja dig med en religiös världsåskådning som man givit dig i vaggan. Åtminstone måste du underkasta ditt fädernearv en prövning, genom eget tankearbete komma i besittning av detsamma. Säg blott icke, att du fruktar för en sådan prövning, att din religiösa byggnad då skulle fullständigt sammanstörta. Den behöver sannerligen icke sky dagsljuset eller vetenskapens ljus. Guds uppenbarelse, hans heliga vilja, de eviga morallagarna, den sedliga världsordningen, sådan den av Israels profeter tydligast förnummits och förkunnats, bilda en fast, orubblig, grund, som ingen makt på jorden kan undergräva. | „ |

I sin religionshistoriska forskning hävdade han att Jesus framträtt ur esséernas krets. Därmed inkluderade han också denne i skaran av judiska profeter, ett uppseendeväckande ställningstagande. Detta sker redan i boken Bidrag till Israels religionshistoria (1898) men fullföljs i flera andra arbeten, bland annat Den första kristna katekesen (1908), som också väckte stor internationell uppmärksamhet när det publicerades på tyska. Han föreläste sedan mitten av 1880-talet vid Uppsala universitet över Talmud och tilldelades 1897 professors namn. Hans religionshistoriska forskning förde honom också i kontakt med några av de unga förgrundsgestalterna i Svenska kyrkan, bland dem kyrkoherde Samuel Fries och Nathan Söderblom, den senare ärkebiskopen.
Klein efterträddes som överrabbin av Marcus Ehrenpreis.